# NGC 5076
NGC 5076 (другие обозначения — MCG -2-34-26, PGC 46453) — галактика в созвездии Дева.
Входит в группу галактик Holm 514 вместе с NGC 5077 и NGC 5079.
Этот объект входит в число перечисленных в оригинальной редакции «Нового общего каталога».